# Murawski
Murawski (forma żeńska: Murawska; liczba mnoga: Murawscy) – polskie nazwisko. Na początku lat 90. XX wieku w Polsce nosiły je 13234 osoby.

## Znani Murawscy
- Barbara Murawska, née Merta (ur. 1976) – polska siatkarka
- Maciej Murawski (ur. 1974) – piłkarz, trener
- Marcin Murawski (ur. 29 października 1974 w Poznaniu) – altowiolista, pedagog, dziennikarz
- Marcin Murawski (ur. 20 października 1974 w Radomiu) – kontrabasista, gitarzysta basowy, producent muzyczny, realizator FreshSound Studio[2]
- Maria Murawska (ur. 1959) – pianistka, profesor sztuk muzycznych
- Radosław Murawski (ur. 1994) – piłkarz, pomocnik
- Rafał Murawski (ur. 1981) – piłkarz, pomocnik
- Roman Murawski (ur. 1949) – matematyk, logik, filozof, teolog